# TT241
TT241 (Theban Tomb 241) è la sigla che identifica una delle Tombe dei Nobili ubicate nell'area della cosiddetta Necropoli Tebana, sulla sponda occidentale del Nilo dinanzi alla città di Luxor, in Egitto. Destinata a sepolture di nobili e funzionari connessi alle case regnanti, specie del Nuovo Regno, l'area venne sfruttata, come necropoli, fin dall'Antico Regno e, successivamente, sino al periodo Saitico (con la XXVI dinastia) e Tolemaico.

## Titolare
TT241 era la tomba di:
| Titolare | Titolo                                                                                               | Necropoli | Dinastia/Periodo                | Note                                                |
| -------- | --- | --------- | ------------------------------- | --------------------------------------------------- |
| Ahmose   | Scriba delle Divine parole; Figlio dell'harem reale; Responsabile dei misteri nella casa del mattino | el-Khokha | XVIII dinastia (Thutmosi III ?) | versante est; immediatamente al di sopra della TT48 |

## Biografia
Unica notizia ricavabile, il nome della moglie, Ahmosi.

## La tomba
La sala trasversale della TT241, unico locale censito, presenta dipinti parietali: (1 in planimetria) in due scene il defunto esegue ispezioni ai granai e al raccolto; preti in offertorio al defunto e alla moglie; scene di aratura e semina. Sul lato corto (2), il defunto e la moglie in adorazione di Osiride; poco oltre (3) un uomo in offertorio al defunto e alla moglie (con un'oca sotto la sedia), mentre si esibiscono cantanti, nonché suonatori maschi di liuto e arpisti, e suonatrici di nacchere e cantanti con tamburelli e flauti. Su altra parete (4), in due scene, preti in offertorio al defunto e alla moglie e altri preti che compiono atti di purificazione sul defunto e la moglie. Sul lato corto (5) i resti di scene di caccia del defunto e della moglie appiedati. Seguono scene del defunto della moglie intenti alla caccia e alla pesca, con uomini che procedono alla pulitura del pescato e della cacciagione.

### Annotazioni
1. ↑  La numerazione dei locali e delle pareti segue quella di Porter e Moss 1927, p. 326.
2. ↑  La prima numerazione delle tombe, dalla numero 1 alla 253, risale al 1913 con l'edizione del "Topographical Catalogue of the Private Tombs of Thebes" di Alan Gardiner e Arthur Weigall. Le tombe erano numerate in ordine di scoperta e non geografico; ugualmente in ordine cronologico di scoperta sono le tombe dalla 253 in poi.
3. ↑  I campi della Duat, ovvero l'aldilà egizio, si trovavano, secondo le credenze, proprio sulla riva occidentale del grande fiume.
4. ↑  Nella sua epoca di utilizzo, l'area era nota come "Quella di fronte al suo Signore" (con riferimento alla riva orientale, dove si trovavano le strutture dei Palazzi di residenza dei re e i templi dei principali dei) o, più semplicemente, "Occidente di Tebe".
5. ↑  le Tombe dei Nobili, benché raggruppate in un'unica area, sono di fatto distribuite su più necropoli distinte.
6. ↑  Le note, sovente di inquadramento topografico della tomba, sono tratte dal "Topographical Catalogue" di Gardiner e Weigall, ed. 1913 e fanno perciò riferimento alla situazione dell'epoca.

### Fonti
1. ↑  Gardiner e Weigall 1913.
2. ↑  Donadoni 1999,  p. 115.
3. ↑  Gardiner e Weigall 1913, p. 38.
4. 1 2  Porter e Moss 1927,  p. 331.
5. ↑  Gardiner e Weigall 1913, pp. 38-39.
6. ↑  Gardiner e Weigall 1913, p. 39.
7. ↑  Porter e Moss 1927,  pp. 331-332.